# Europees kampioenschap basketbal mannen 1989
Eurobasket 1989 is het 26e gehouden Europees Kampioenschap basketbal. Eurobasket 1989 werd georganiseerd door FIBA Europe. Acht landen die ingeschreven waren bij de FIBA, namen deel aan het toernooi dat gehouden werd in juni 1989 te Zagreb, Joegoslavië. Het basketbalteam van het gastland won in de finale van het toernooi met 98-77 van Griekenland, waarmee het de uiteindelijke winnaar van Eurobasket 1989 werd. De strijd om de derde en vierde plaats werd beslecht door Italië en de Sovjet-Unie. Sovjet-Unie won met 104-76.

## Eindklassement
1. Joegoslavië
2. Griekenland
3. Sovjet-Unie
4. Italië
5. Spanje
6. Frankrijk
7. Bulgarije
8. Nederland

| Eurobasket 1989 winnaar  |
| ------------------------ |
| Joegoslavië Vierde titel |

## Individuele prijzen

### MVP (Meest Waardevolle Speler)
- Dražen Petrović

### All-Star Team
- Nikos Galis
- Dražen Petrović
- Žarko Paspalj
- Stéphane Ostrowski
- Dino Rađa